# Expressway 27 (Südkorea)
Der Expressway 27  ist eine Schnellstraße in Südkorea. Die Autobahn verbindet den neuen Hafen in der Umgebung von Suncheon und Gwangyang mit dem Autobahnnetz rund um Jeonju, also eine kürzere Strecke nach Seoul. Die Autobahn ist 118 Kilometer lang.

## Straßenbeschreibung
Die Autobahn beginnt auf der Ostseite der Stadt Suncheon, wo sich eine Verbindung zum neuen Hafen von Gwangyang befindet. Dann folgt eine Kreuzung mit dem Expressway 10. Die Autobahn verläuft dann durch eine bergiges und dünn besiedeltes Gebiet, mit nur ein paar kleinen Städten. Bei der Stadt Namwon wird der Expressway 12 gekreuzt. Bei Imsil verläuft die Strecke weiter nach Norden, im Osten von Jeonju verbindet sich der Expressway 27 mit dem Expressway 20 und endet dort auch.

## Geschichte
Am 5. Dezember 2002 wurde die Autobahn gebilligt und im Jahr 2003 begann der Bau der Strecke. Der Bau ist ein langwieriger Fall, da die Strecke durch eine sehr bergige Gegend von Südkorea führt. Am 28. Dezember 2010 eröffneten die ersten 66 Kilometer zwischen Jeonju und Seonam und am 31. Januar 2011 wurde ein zweiter Teil über 48 Kilometer eröffnet bis zum Expressway 10 bei Suncheon. Am 29. April 2011 öffnete ein kurzes Stück der Autobahn von 4 Kilometer Länge.

## Eröffnungsdaten der Autobahn
| von          | nach     | Länge   | Datum      |
| ------------ | -------- | ------- | ---------- |
| Namwon       | Wanju    | 65,6 km | 28.12.2010 |
| Suncheon     | Namwon   | 47,9 km | 31.01.2011 |
| Suncheon-Est | Suncheon | 4,3 km  | 29.04.2011 |

## Verkehrsaufkommen
Über das Verkehrsaufkommen liegen keine Daten vor.

## Ausbau der Fahrbahnen
| von      | nach  | Länge  | Fahrspuren |
| -------- | ----- | ------ | ---------- |
| Suncheon | Wanju | 118 km | 2 × 2      |